# ألكس أرياس
ألكس أرياس (بالإسبانية: Alejandro Miguel Arias de Haro) هو لاعب كرة قدم إسباني، ولد في 13 يونيو 1989 في أفيليس في إسبانيا. لعب مع ريال أوفييدو ونومانسيا.

## وصلات خارجية
- ألكس أرياس على موقع قاعدة بيانات كرة القدم.إي يو (الإنجليزية)
- ألكس أرياس على موقع Soccerway.com (الإنجليزية)
- ألكس أرياس على موقع AS.com (الإسبانية)